# Polyalthia michaelii
Polyalthia michaelii este o specie de plante din genul Polyalthia, familia Annonaceae, descrisă de Cyril Tenison White. Conform Catalogue of Life specia Polyalthia michaelii nu are subspecii cunoscute.